# StarKid Productions
 (novembre 2012).
StarKid Productions, connue aussi sous le nom de Team StarKid, est une compagnie de théâtre fondée en 2009 par des étudiants de l'université du Michigan. Team Starkid a produit 16 comédies musicales qui comptent plus de 300 millions de vues en tout sur YouTube, depuis leur lancement le 19 juin 2009. Anciennement basée dans le Michigan et Chicago est maintenant à Los Angeles, en Californie.
Les membres de la troupe produisent chaque année de nouvelles comédies musicales.

## Histoire
Les membres de StarKid Productions se sont rencontrés à l'université du Michigan, en collaborant sur des pièces de théâtre originales. Ils décident en avril 2009 de mettre en scène une parodie musicale de Harry Potter. Après avoir téléchargé la vidéo de la pièce de théâtre sur YouTube pour les amis et la famille, à leur grande surprise, la vidéo devient virale et un vrai succès culte, avec des fans dans le monde entier. À la suite de la réussite virale, les étudiants en théâtre Darren Criss et Star Drey, avec les frères Matt et Nick Lang, ont décidé de créer StarKid Production. Ils nommèrent leur entreprise d'après une citation, tirée d'une scène de  A Very Potter Musical, où Drago Malefoy (interprété par Lauren Lopez) se moque de Harry Potter.
StarKid Productions a depuis évolué pour devenir une société de médias, qui non seulement produit des comédies musicales, mais aussi des albums, des web-séries, des livres, et des concerts. Ils ont lancé leur chaîne YouTube, StarKidPotter (maintenant nommée Team StarKid), le 19 juin 2009, et, depuis, leurs productions combinées ont été visionnées plus de 100 millions de fois,,.

## Pièces de théâtre

### A Very Potter Musical[6]
A Very Potter Musical (anciennement connu sous le nom de HP the Musical) est la première comédie musicale originale en ligne publiée par Team StarKid. Il s’agit d’une parodie musicale de la série Harry Potter et est le premier volet de la trilogie Very Potter Musical. Il s’inspire principalement des premier, quatrième et septième livres. La comédie musicale a été présentée à l’Université du Michigan du 9 au 11 avril 2009 et a été publiée sur YouTube peu après.
Écrivains : Matt Lang, Nick Lang, and Brian Holden
Auteurs et compositeurs : A.J. Holmes et Darren Criss
Metteur en scène : Matt Lang
Chorégraphie : Britney Coleman
Date : 9-11 avril 2009 
Lieu : université du Michigan, Ann Arbor, MI
Résumé :   L'action se déroule durant la deuxième année de Harry (Darren Criss) à Poudlard, où un Tournoi des Maisons est organisé par Dumbledore. Quatre champions sont choisis : Harry (Gryffondor), Cho Chang (Serdaigle), Cédric Diggory (Poufsouffle) et Drago Malefoy (Serpentard). Hermione s’inquiète des dangers du tournoi, mais personne ne peut s’en retirer à cause d’un enchantement.
En parallèle, le professeur Quirrell, toujours possédé par Voldemort, travaille à son retour. Malgré leurs tensions, Quirrell et Voldemort développent une amitié improbable. Harry, distrait par son amour pour Cho, néglige sa préparation et affronte un dragon en chantant. Lors du Bal de Noël, les relations se tendent : Hermione attire l’attention, Ron et Drago sont jaloux, et Harry repousse Ginny sans le vouloir. La soirée se termine tragiquement : Harry et Cédric sont transportés dans un cimetière, où Cédric est tué et Voldemort est ramené à la vie. Quirrell est trahi et emprisonné.
Dans l’acte II, le Ministère refuse de croire au retour de Voldemort, malgré ses vidéos en ligne. Harry, accablé, s’isole de ses amis. Drago, recruté par Voldemort, accepte de tenter de tuer Dumbledore en échange d’un billet pour Pigfarts, une école magique fictive sur Mars. Finalement, Snape tue Dumbledore, sous couverture, bouleversant Harry.
Voldemort prend le contrôle du Ministère. Harry, réconcilié avec Ron, Hermione et Ginny, part à la recherche du dernier Horcruxe avec l’aide de Drago. Il s’agit d’un poster de Zac Efron que Ron finit par détruire. Snape est tué en sauvant les élèves, et révèle qu’Harry est lui-même un Horcruxe. Pour sauver tous les autres, Harry se sacrifie. Dans l’au-delà, Dumbledore lui explique que ce geste a détruit Voldemort. Harry revient à la vie.
Les élèves, menés par Ron et Hermione, se préparent à combattre. Harry, revenu d’entre les morts, affronte Voldemort une dernière fois et le détruit. La paix revient à Poudlard : Harry devient directeur, embrasse Ginny avec la bénédiction de Ron, et tout le monde célèbre.
Dans une scène finale à Azkaban, Quirrell et l’âme résiduelle de Voldemort se réconcilient et se retrouvent en chanson.

### Me and My Dick[9]
Me and My Dick est la deuxième comédie musicale originale en ligne publiée par Team StarKid. La comédie musicale a été présentée à l’Université du Michigan du 29 au 31 octobre 2009 et a été publiée sur YouTube le 13 novembre 2009.
Écrivains: Matt Lang, Nick Lang, Eric Kahn Gale et Brian Holden
Auteurs et Compositeurs: A.J. Holmes, Carlos Valdes et Darren Criss
Date: 29-31 Octobre 2009
Lieu: Université du Michigan, Ann Arbor, Michigan
Résumé: Cette comédie musicale raconte l'histoire de Joey Richter, un jeune homme vivant une relation très particulière avec son meilleur ami... Son pénis (Dick). Ensemble, ils font face aux épreuves du passage à l'âge adulte : amour, sexe, lycée... Joey court après la fille de ses rêves, Vanessa, mais il est difficile de séduire quelqu'un avec un pénis qui a la fâcheuse tendance à lui attirer des problèmes.

### A Very Potter Sequel[11]
Ecrivains: Matt Lang, Nick Lang, et Brian Holden
Auteur et Compositeur: Darren Criss
Date: 14-16 Mai 2010
Lieu: Université du Michigan, Ann Arbor, Michigan
Résumé: Après la mort de Voldemort, Lucius Malefoy, un Mangemort, utilise un Retourneur de Temps pour revenir dans le passé, lors de la première année de Harry (Darren Criss), afin de le tuer pour que le Seigneur des Ténèbres revienne. On retrouve donc Harry, qui ignore encore tout du monde des sorciers, et qui le découvre petit à petit grâce à Ron (Joey Richter), qui devient son ami. L'année scolaire sera pleine de rebondissements : Harry apprend que son parrain, Sirius Black, est un meurtrier et qu'il est à ses trousse. De plus, le professeur de Défense contre les Forces du Mal, Umbridge (Joe Walker), n'a pas l'intention de lui faciliter la vie.

### Starship[13]
Écrivains: Matt Lang, Nick Lang, Brian Holden et Joe Walker
Auteur et Compositeur: Darren Criss
Date: 11-23 Février 2011
Lieu: Chicago, Illinois
Résumé: Dans un futur lointain, dans un monde d'insectes géants, Bug, l'un d'entre eux, joue depuis toujours dans un vaisseau humain écrasé sur sa planète, et, à cause des vidéos qu'il y a vues, rêve de faire partie des Starship Rangers, un groupe de l'armée humaine chargé de garder la paix dans la galaxie. Mais que se passe-t-il lorsqu'un nouveau vaisseau de cette unité atterrit sur sa planète?

### Holy Musical B@man![15]
Écrivains : Matt Lang et Nick Lang
Auteurs et Compositeur : Nick Gage et Scott Lamps
Date : 22-25 Mars 2012
Lieu : Chicago, Illinois
Résumé : Holy Musical B@man parle d'un jeune milliardaire qui, après avoir été témoin du meurtre de ses parents, décide de se déguiser en chauve-souris et d'entamer une guerre contre le crime, seul. Mais il réalise que seul, il est difficile de vaincre le mal. Il s'engage donc dans une aventure musicale pour sauver la ville d'un super-méchant, rencontrant sur le chemin un super-ami.

### A Very Potter Senior Year[17]
Écrivains : Nick Lang, Matt Lang et Brian Holden
Auteurs et Compositeur : Clark Baxtresser, Pierce Siebers, A.J. Holmes 
Date : 11 Août 2012
Lieu : LeakyCon, Chicago, Illinois
Résumé : Êtes vous prêts pour la dernière année d'école de Harry Potter, Ron Weasley, Hermione Granger et toute l'équipe ? La paix est enfin de retour après la disparition des Mangemorts, Ombrage et bien évidemment de Voldemort. Voldemort ? Parti ? Hélas ! Non : un horcruxe n'a pas été encore détruit et la partie de Tom Jedusor qui vit en lui a bien l'intention de se réincarner ! Cependant, entre l'élection du Préfet en chef, l'arrivée de l'arnaqueur Gilderoy Lockhart, et surtout le comportement étrange de Ginny Weasley, Poudlard est au bout du bout. Il ne reste plus qu'une solution à Harry : sauver l'école coûte que coûte pour la dernière fois.
L'enregistrement de la pièce disponible sur Youtube est un stage-reading, c'est-à-dire une lecture animée de la pièce : les acteurs tiennent leurs scripts en main car la pièce n'a pas pu être apprise et jouée par cœur comme leurs autres productions pour une question de temps.

### Twisted[19]
Écrivains : Nick Lang, Matt Lang et Eric Kahn Gale 
Musique : A.J. Holmes 
Paroles : Kaley McMahon 
Orchestration : Andrew Fox 
Date : 4-28 Juillet 2013
Lieu : Chicago, Illinois
Résumé : Il y a fort longtemps, dans une contrée magique, un Vizir tente désespérément de sauver sa ville d'un sultan encombrant, d'un prince envahissant et du plus grand voleur ayant vécu. Grâce à l'aide de la Princesse, le Vizir va tenter de retrouver la lampe magique hébergeant un Djinn pouvant exaucer les souhaits afin de débarrasser la ville du plus grand crimminel : Aladdin ! 
Cette comédie musicale se base sur le célèbre Disney de 1992, Aladdin, et conte l'histoire du point de vue de Jafar.

### The Trail to Oregon![21]
Écrivains : Jeff Blim , Nick Lang et Matt Lang
Auteurs et Compositeur : A.J. Holmes, Kaley McMahon, Andrew Fox 
Date : 3 juillet au 10 Août 2014
Lieu : Chicago, Illinois
Résumé : Une comédie musicale basée sur l'Histoire américaine afin de la raconter à des enfants... Qui a dit que c'était impossible avec Starkid Productions ? Le spectacle se base sur le jeu d'ordinateur The Oregon Trail.

### Ani: A Parody[23]
Écrivains : Nick Lang, Matt Lang
Auteurs et Compositeur : Clark Baxtresser, Pierce Siebers 
Date : 3 juillet au 10 Août 2014
Lieu : Chicago, Illinois
Résumé : Ani Skywalker est au niveau le plus bas de sa vie. Sa femme est morte. Il fait un job qu'il déteste au gouvernement. Il reste souvent à regarder l'espace par la fenêtre, pensant aux beaux jours passés. Mais tout va changer pour lui quand il part à l'aventure pour le plus grand retour de la galaxie... Cette comédie musicale se base sur la saga Star Wars.

### Firebringer[25]
Écrivains : Nick Lang, Matt Lang et Brian Holden
Auteurs et Compositeur : Meredith Stepien et Mark Swiderski 
Date : 6 juillet au 7 Août 2016
Lieu : Chicago, Illinois
Résumé : À l'aube de l'humanité, une femme, Jemilla, dirige une tribu d'hommes des cavernes à qui elle a enseigné comment s'exprimer à la place de se taper dessus. Cependant, une des femmes de la tribu, Zazzalil, s'isole souvent pour inventer des choses afin d'améliorer son propre quotidien. Un jour, alors qu'elle termine un de ses croquis, elle fait la découverte d'un élément qui améliorera la qualité de vie de l'espèce humaine tout entière... Avec cette découverte, elle voyagera pour finalement devenir... la Porteuse de Feu ! (firebringer en anglais)
Anecdote: Cette comédie musicale a été entièrement financée par 3,744 fans de StarKid Productions. La cagnotte devait atteindre les 88,000 dollars et a finalement atteint les 125,000 dollars.

### The Guy Who Didn't Like Musicals[28]
Écrivains : Nick Lang, Matt Lang
Auteurs et Compositeur : Jeff Blim
Date : 11 octobre au 4 novembre 2018
Lieu : Los Angeles, Californie
Résumé : Paul est un homme de classe moyenne. Il aime les films, les pizzas et les choses d'hommes de classe moyenne. Et surtout, il n'aime pas les comédies musicales. Mais le petit monde de Paul est sur le point de s'effondrer sous le poids d'une terreur indescriptible ! Maintenant, il doit courir, courir pour sauver sa vie, alors que quelque chose de sinistre se propage, grandit, chante et danse! La ville de Hatchetfield est plongée dans un enfer musical...  

### Black Friday[29]
Écrivains : Nick Lang, Matt Lang
Auteurs et Compositeur : Jeff Blim
Metteur en scène : Nick Lang
Chorégraphe : James Tolbert
Producteurs : Nick Lang, Corey Lubowich
Date : 31 octobre au 8 décembre 2019
Lieu : the Hudson Theatre, Los Angeles, Californie
Résumé : C'est le "Black Friday" aux Etats-Unis, jour de solde mais aussi jour de la commercialisation d'une nouvelle peluche, le "Tickle-Me Wiggly". La ville de Hatchefield est prise de folie et le centre commercial devient un lieu de chaos où chacun se bat pour obtenir une de ces poupées, y compris Tom Houston, Becky Barnes et Lex Foster, qui doivent lutter pour en sortir en vie.  

### Nerdy Prudes Must Die[30]
Écrivains : Nick Lang, Matt Lang
Auteurs et Compositeur : Jeff Blim
Metteur en scène : Nick Lang
Chorégraphe : Lauren Lopez
Producteurs : Corey Lubowich, Dylan Saunders
Date : du 16 au 25 février 2023
Lieu : El Portal Theatre, Los Angeles, Californie

### VHS Christmas Carols
Écrivains : Clark Baxtresser
Auteurs et Compositeur : Clark Baxtresser
Metteur en scène et Chorégraphe : James Tolbert
Date : 17-19 Novembre 2023, 21-24 Novembre 2024
Lieu : Apollo Theater, Chicago

### Cinderella's Castle[31]
Écrivains : Nick Lang, Matt Lang
Auteurs et Compositeur : Jeff Blim
Metteur en scène: Nick Lang
Producteur : Nick Lang, Paul Gabriel, Becky Clark
Chorégraphie : Lauren Lopez (Danse), Curt Mega (Combats)
Date : du 18 au 21 puis du 25 au 27 juillet 2024
Publication sur Youtube : 4 avril 2025
Lieu : El Portal Theatre, Los Angeles, Californie

## Membres et comédies musicales

### Comédies Musicales (horsA Very Potter Musical)
| Membres                                            | Little White Lie (2007) | Me and my Dick (2010)              | Starship (2011)                    | Holy Musical [] ! (2012)                                                             | Twisted (2013)     | The Trail to Oregon ! (2014) | Ani : A Parody (2014) | Firebringer (2016)     | The Guy Who Didn't Like Musicals (2018) | Black Friday (2019)                                                |
| -------------------------------------------------- | ----------------------- | ---------------------------------- | ---------------------------------- | ------------------------------------------------------------------------------------ | ------------------ | ---------------------------- | --------------------- | ---------------------- | --------------------------------------- | ------------------------------------------------------------------ |
| Nico Ager                                          |                         |                                    |                                    | Sherlock Holmes, Sluggers, Citoyen, Commerçant, Plastic Man                          |                    |                              |                       |                        |                                         |                                                                    |
| Julia Albain                                       |                         |                                    | Specs                              | Vicki Vale, Evil Mother Goose, Zatanna, Martha Wayne                                 |                    |                              | Emily                 |                        |                                         |                                                                    |
| Chris Allen                                        | Duder Reese             |                                    | [Cameo]                            | Alfred, Lucius Fox, O'Malley, Qwang Li, Spider-Man, Two-Face, Gangster               |                    |                              | Ani : A Parody        |                        |                                         |                                                                    |
| Clark Baxtresser                                   |                         |                                    |                                    |                                                                                      |                    |                              | [Cameo]               | Clark Baxtresser       |                                         |                                                                    |
| Jaime Lyn Beatty                                   |                         | Sally                              | Neato Mosquito                     | L'Empoisonneuse, Candy, Gangster, The Flash                                          | Sorcière de la Mer | La Fille                     |                       | Shwoopsie              | Charlotte                               | Sherman Young, la Secrétaire d'Etat, Noël, Charlotte               |
| Jeff Blim                                          |                         |                                    | [Cameo]                            | Sweet Tooth, Aquaman, Joe Chill                                                      | Aladdin            | Le Père                      |                       |                        | Mr. Davidson, Sam, McNamara             | L'Homme Pressé, McNamara, Mr. Davidson                             |
| Tyler Brunsman                                     |                         |                                    | [Cameo]                            |                                                                                      |                    |                              |                       |                        |                                         |                                                                    |
| Jamie K. Burns                                     |                         |                                    |                                    |                                                                                      |                    |                              |                       | Chorn                  |                                         |                                                                    |
| Richard Campbell                                   |                         | Rick, le garçon qui déteste Joey   | [Cameo]                            |                                                                                      |                    |                              |                       |                        |                                         |                                                                    |
| Britney Coleman                                    |                         |                                    | Roach                              |                                                                                      |                    |                              |                       |                        |                                         |                                                                    |
| Brant Cox                                          |                         |                                    |                                    |                                                                                      |                    |                              |                       |                        |                                         |                                                                    |
| Darren Criss                                       | Toby Phillips           | [Cameo]                            |                                    |                                                                                      | [Cameo]            |                              |                       |                        |                                         |                                                                    |
| Denise Donovan                                     |                         |                                    | February                           | Catwoman, Livreur de pizza, Black Canary                                             | Bird               |                              | Mara                  | Keeri                  |                                         |                                                                    |
| Corey Dorris                                       |                         | Big T                              |                                    |                                                                                      |                    | Grandpa, Cletus Jones        |                       |                        | Bill                                    | Frank Pricely, Mr. Humbugger, Bill                                 |
| Elona Finlay                                       | Sami Reese              |                                    |                                    |                                                                                      |                    |                              |                       |                        |                                         |                                                                    |
| Mariah Rose Faith                                  |                         |                                    |                                    |                                                                                      |                    |                              |                       |                        | Alice, Zoey                             |                                                                    |
| Nick Gage                                          |                         |                                    |                                    |                                                                                      | Sultan, Djinn      |                              |                       |                        |                                         |                                                                    |
| Eric Kahn Gale                                     |                         |                                    |                                    |                                                                                      |                    |                              | Sebulba               |                        |                                         |                                                                    |
| Angela Giarratana                                  |                         |                                    |                                    |                                                                                      |                    |                              |                       |                        |                                         | Lex Foster                                                         |
| Arielle Goldman                                    |                         | Weenie                             | [Cameo]                            |                                                                                      |                    |                              |                       |                        |                                         |                                                                    |
| Ali Gordon                                         |                         | Vanessa                            |                                    |                                                                                      |                    |                              |                       |                        |                                         |                                                                    |
| Brian Holden                                       | Zack                    | Flopsy                             | Junior, Veeto Mosquito             | Superman/Clark Kent, Evil Huckleberry Finn                                           |                    |                              | J.J                   | Smelly-Balls           |                                         |                                                                    |
| A.J. Holmes                                        |                         | Joey's Heart                       | [Cameo]                            |                                                                                      |                    |                              |                       |                        |                                         |                                                                    |
| Matt Lang                                          | [Cameo]                 |                                    |                                    |                                                                                      |                    |                              |                       |                        |                                         |                                                                    |
| Nick Lang                                          | Kevin Bushwald          |                                    | The Caller Bug, Mister Bug         | Robin, Barack Obama, Mobster                                                         |                    |                              | Pappy, Obiwan         |                        |                                         |                                                                    |
| Lauren Lopez                                       | Tanya Freemont          | [Cameo]                            | Taz, Buggette Buggington           | James Gordon, Calendar Man, Evil King Arthur, Green Arrow                            | Monkey             | Le Fils                      |                       | Zazzalil               | Emma                                    | Emma Perkins, Linda Monroe, Jingle                                 |
| Devin Lytle                                        |                         | Miss Cooter (Miss Vagin)           | [Cameo]                            |                                                                                      |                    |                              |                       |                        |                                         |                                                                    |
| Lily Marks                                         |                         | Sally's Heart, High Council Pussy  | [Cameo]                            |                                                                                      |                    |                              |                       |                        |                                         |                                                                    |
| Robert Manion                                      |                         |                                    |                                    |                                                                                      | Ensemble           |                              |                       | Ensemble               | Hidgens                                 | Ethan Green, Kris Kringle                                          |
| Alle-Faye Monka                                    |                         | Tiffany                            |                                    |                                                                                      |                    |                              |                       |                        |                                         |                                                                    |
| Jon Matteson                                       |                         |                                    |                                    |                                                                                      |                    |                              |                       |                        | Paul                                    | Wiggly, Paul Matthews, Gary Goldstein, Carl Mason, Wallace McNeill |
| Curt Mega                                          |                         |                                    |                                    |                                                                                      |                    |                              |                       |                        |                                         | President Howard Goodman, Ed                                       |
| Joe Moses                                          |                         | Rick's Dick                        | Krayonder                          |                                                                                      |                    |                              | Bob, Veers            |                        |                                         |                                                                    |
| Alex Paul                                          |                         |                                    |                                    |                                                                                      | Ensemble           |                              |                       |                        |                                         |                                                                    |
| Jim Povolo                                         | Jim Povolo              |                                    | The Overqueen, Sweetheart Mosquito | Mr. Freeze, Matches, Hawkman, Photoshop Downloader (Téléchargeur de Photoshop), Joe  | Capitaine          |                              |                       |                        |                                         |                                                                    |
| Joey Richter                                       |                         | Joey Richter                       | Bug                                |                                                                                      |                    | McDoon, tous les autres      |                       | Grunt, Snarl, Trunkell | Ted, le sans-abri                       | Oncle Wiley, le sans-abri, Jangle, Ted                             |
| Brian Rosenthal                                    |                         |                                    | [Cameo]                            |                                                                                      |                    |                              |                       |                        |                                         |                                                                    |
| Dylan Saunders                                     |                         |                                    | Tootsie Noodles, Pincer            | Green Lantern, Narrateur, Mobster, Scarecrow, Egghead, Gob                           | Ja'far             |                              |                       |                        |                                         | Tom Houston                                                        |
| Rachael Soglin                                     |                         |                                    |                                    |                                                                                      | Princesse          | La Mère                      |                       | Eberly                 |                                         |                                                                    |
| Meredith Stepien                                   | Meredith                |                                    | Mega-Girl                          | The Riddler, Rachel Dawes, TGI Fridays Worker, Chase Meridian, Wonder Woman, Hostage | Sherrezade         |                              | Oola                  | Jemilla                |                                         |                                                                    |
| Nicholas Joseph Strauss-Matathia, « Nick Strauss » |                         | The Old Snatch (La Vieille Chatte) | [Cameo]                            | Pingouin, Police Chief O'Hara,Thomas Wayne, Mr. Mxyzptlk, Captain Marvel             |                    |                              |                       |                        |                                         |                                                                    |
| Sango Tajima                                       |                         |                                    |                                    |                                                                                      |                    |                              |                       |                        |                                         |                                                                    |
| James Tolbert                                      |                         |                                    |                                    |                                                                                      |                    |                              |                       |                        |                                         | Garde, Vice Président Bob Morris, Xander Lee                       |
| Kim Whalen                                         |                         |                                    |                                    |                                                                                      |                    |                              |                       |                        |                                         | Becky Barnes                                                       |
| Joseph « Joe » Walker                              |                         | Dick                               | Up                                 | Batman, Chilly Willy                                                                 | Prince Achmed      |                              | Tarkin                | Ducker                 |                                         |                                                                    |
| Lauren Walker                                      |                         |                                    |                                    |                                                                                      |                    |                              |                       | Molag                  |                                         |                                                                    |
| Tiffany Williams                                   |                         |                                    |                                    |                                                                                      |                    |                              |                       | Tiblyn                 |                                         |                                                                    |
| Kendall Nicole Yakshe                              |                         |                                    |                                    |                                                                                      |                    |                              |                       |                        |                                         | Tim Houston, Hannah Foster                                         |

### La sérieA Very Potter Musical
Ce tableau regroupe les acteurs ayant participé à A Very Potter Musical. Certains peuvent ne pas figurer dans le deuxième tableau.
| Membres                                        | A Very Potter Musical (2009)    | A Very Potter Sequel (2010)                                   | A Very Potter Senior Year (2012)                               |
| ---------------------------------------------- | ------------------------------- | ------------------------------------------------------------- | -------------------------------------------------------------- |
| Julia Albain                                   | Vincent Crabbe                  | Vincent Crabbe, Percy Weasley, Candy Lady                     |                                                                |
| Nico Ager                                      |                                 |                                                               | Thoms Riddle                                                   |
| Chris Allen                                    |                                 |                                                               | Mad-Eye Moody, Moaning Myrtle, Tom Jedusor Sr                  |
| Jaime Lyn Beatty                               | Ginny Weasley                   | Rita Skeeter, Ginny Weasley                                   | Ginny Weasley                                                  |
| Jeff Blim                                      |                                 |                                                               | Aragog                                                         |
| Pat Brady                                      |                                 |                                                               | Candy Lady                                                     |
| Tyler Brunsman                                 | Cedric Diggory, Cornelius Fudge | Lucius Malfoy                                                 | Lucius Malfoy, Minerva McGonagall, Cédric Diggory              |
| Richard Campbell                               | Neville Longbottom              | Neville Longbottom, Past Hermione                             | Neville Longbottom                                             |
| Britney Coleman                                | Bellatrix Lestrange             | Dean Thomas                                                   | Dean Thomas, Bellatrix Lestrange                               |
| Brant Cox                                      |                                 |                                                               | Percy Weasley, Colin Crivey                                    |
| Darren Criss                                   | Harry Potter                    | Harry Potter                                                  | Harry Potter                                                   |
| Denise Donnovan                                |                                 |                                                               | Mrs. Cole                                                      |
| Corey Dorrys                                   |                                 | Yaxley                                                        | Kingsley Shakebolt                                             |
| Elona Finley                                   |                                 |                                                               | Mrs Pomfrey, Grey Lady                                         |
| Eric Kahn Gale                                 |                                 |                                                               | Wizard Cop                                                     |
| Arielle Goldman                                |                                 | Lily Evans, Luna Lovegood, Hedwige, Fred Weasley              | Mary Riddle, Lily Potter,                                      |
| Bonnie Gruesen                                 | Hermione Granger                | Hermione Granger                                              |                                                                |
| Brian Holden                                   |                                 | Remus Lupin                                                   | Remus Lupin, Hagrid, Basilik                                   |
| AJ Holmes                                      |                                 |                                                               | Gilderoy Lockhart                                              |
| Bob Joles                                      |                                 |                                                               | Narrateur                                                      |
| Nick Lang                                      |                                 | Arthur Weasley, Sorty, Scarfy, Peter Pettigrew,Mama Umbridge  | Arthur Weasley, Sorty, Scarfy                                  |
| Lauren Lopez                                   | Draco Malfoy                    | Draco Malfoy                                                  | Draco Malfoy                                                   |
| Evanna Lynch                                   |                                 |                                                               | Luna Lovegood                                                  |
| Devin Lytle                                    | Cho Chang                       | Cho Chang, Charlie Weasley                                    | Cho Chang, Charlie Weasley                                     |
| Lily Marks                                     | Pansy Parkinson, Molly Weasley  | Molly Weasley                                                 | Molly Weasley, Pansy Parkinson                                 |
| Nicholas JosephStrauss Matathia (Nick Strauss) |                                 | Sirius Black                                                  | Fenrir Greyback, Sirius Black                                  |
| Allie Faye-Monka                               |                                 |                                                               | Fleur Delacour, Albus Potter                                   |
| Joe Moses                                      | Severus Snape                   | Severus Snape                                                 | Nick Quasi-Sans-Tête, Severus Snape                            |
| Jim Povolo                                     | Gregory Goyle, Rumbleroar       | Gregory Goyle, Firenze, Bill Weasley, Past Draco              | Gregory Goyle, Bill Weasley                                    |
| Joey Richter                                   | Ron Weasley                     | Ron Weasley                                                   | Ron Weasley                                                    |
| Brian Rosenthal                                | Quirinus Quirrell               | Seamus Finnigan, James Potter, Past Ron, Employé King's Cross | Seamus Finnigan, James Potter, Quirinus Quirrell               |
| Meredith Stepien                               |                                 |                                                               | Hermione Granger                                               |
| Dylan Saunders                                 | Albus Dumbledore                | Albus Dumbledore                                              | Albus Dumbledore                                               |
| Sango Tajima                                   | Lavender Brown                  | Lavender Brown, George Weasley                                | Lavender Brown, George Weasley, Fille de Quirrell et Voldemort |
| Joe Walker                                     | Voldemort                       | Dolores Ombrage                                               | Tom Riddle Jr/Voldemort                                        |

## Concerts

### Space Tour(2011)
Le Space Tour est une tournée des StarKid comprenant 21 concerts dans 15 villes d'Amérique du Nord, tous compris durant le mois de novembre 2011. 
Les spectacles reprennent des chansons de A Very Potter Musical, Me and My Dick, A Very Potter Sequel, Starship, et certaines chansons de Little While Lie. 
Les membres de StarKid ayant principalement chantés sur scène sont Brian Holden, Lauren Lopez, Jaime Lyn Beatty, Joey Richter, Dylan Saunders, Meredith Stepien, et Joseph Walker. Parmi les autres membres de l'équipe figurent Tyler Brunsman, Britney Coleman, Corey Dorris, Elona Finlay, Joe Moses et Darren Criss.
Le Space Tour a été produit en association avec LiveNation et a été dirigé par Julia Albain, membre de l'équipe, avec l'aide de Corey Lubowich.

### Apocalyptour(2012)

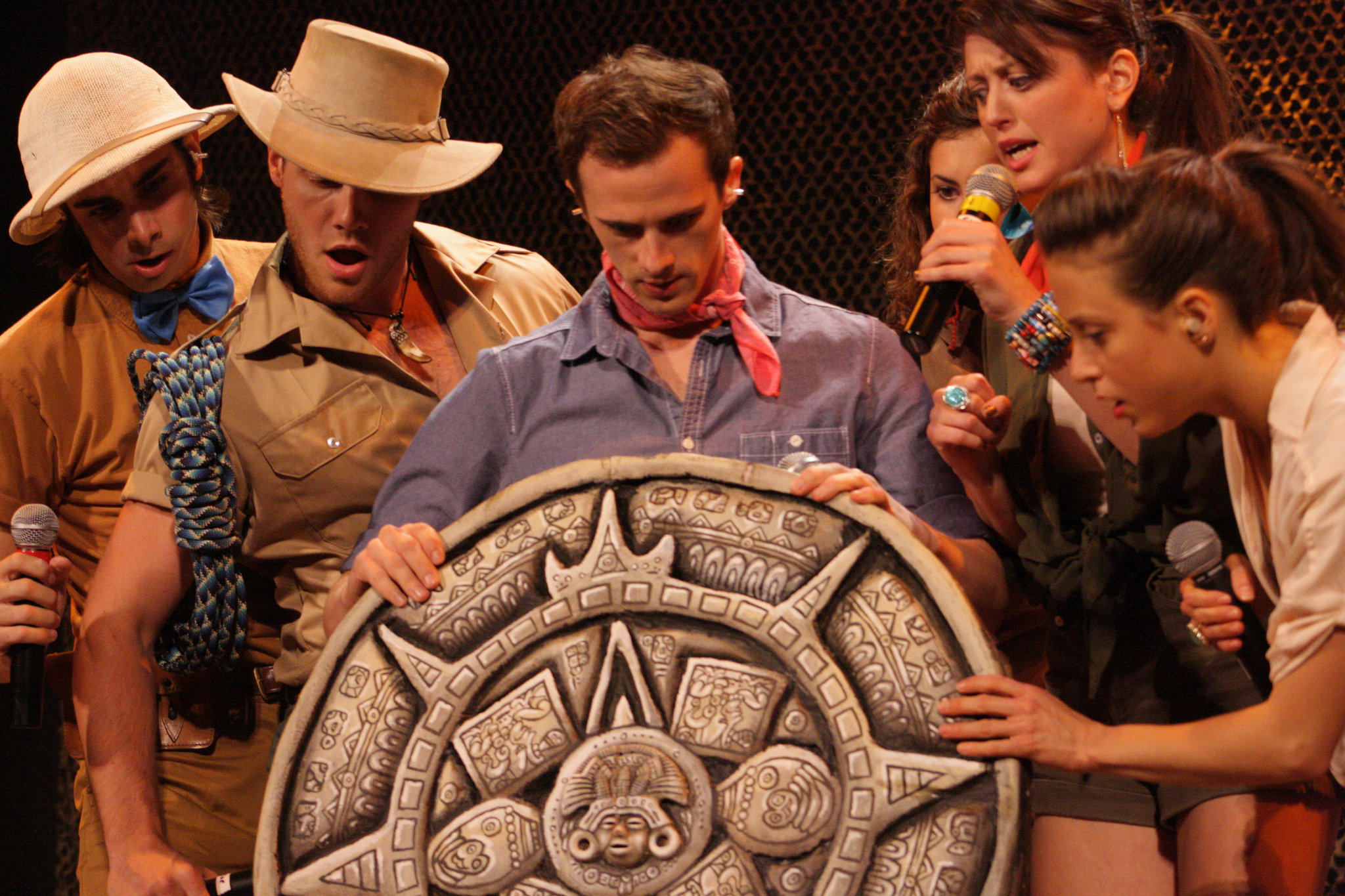
Scène dApocalyptour en 2012.

Apocalyptour est la deuxième tournée de concerts des StarKid. 
Construite avec le but de sauver la planète de l'apocalypse, les StarKid ont fait 24 concerts dans 21 villes différentes d'Amérique du Nord pour sauver les âmes en colère de la prophétie des Mayas. 
Apocalyptour reprend les chansons de A Very Potter Musical, Me and My Dick, A Very Potter Sequel, Starship, et Holy Musical Batman!, légèrement remixées par Clark Baxtresser. 
Les chanteurs sont les mêmes que lors du Space Tour, incluant Brian Rosenthal et Jim Povolo, ce dernier jouant le rôle du Maya.
Le groupe de musique comprend Charlene Kaye, Clark Baxtresser, Megan Cox, Dave Scalia, et Tomek Miernowski.

### A Very Starkid Reunion(2015)
Le 8 octobre 2015, l'Université du Michigan Ann Arbor fêtait le centième anniversaire du Département du Théâtre et de l'Art Dramatique. Pour cette occasion, 30 StarKid, dont Darren Criss, se sont rassemblés afin de reprendre des extraits de toutes leurs comédies musicales par ordre chronologique de présentation, en commençant par A Very Potter Musical et sa célèbre chanson "Get Back To Hogwarts". 
L'enregistrement de leur performance a été vendu en DVD sous le nom de A Very StarKid Reunion.

### Jangle Ball Tour(2022)
En décembre 2022, la troupe Starkid visitera plusieurs villes afin de donner un concert de Noël qui inclura des performances de plusieurs chansons de villains iconiques provenant de leurs anciennes pièces de théâtre ainsi qu'une performance de A VHS Christmas Carol. Le concert inclura Clark Baxtresser, Jaime Lyn Beatty, Corey Dorris, Brian Holden, AJ Holmes, Lauren Lopez, Curt Mega, Joey Richter, Brian Rosenthal, Dylan Saunders, Meredith Stepien, James Tolbert, Kim Whalen, et d'autres qui seront annoncés à une date future.
Le concert sera dirigé par James Tolbert et Corey Lubowich, musique dirigée par Clark Baxtresser et AJ Holmes, produit par Corey Lubowich et Brian Holden avec chorégraphie de James Tolbert et lumières de Sarah Petty.

## Albums
| Titre                                | Album                                                    | Positions            | Positions                   | Positions                        | Notes |
| Titre                                | Album                                                    | Billboard Top Albums | Billboard Top Cast Albums , | Billboard Top Album Compilations | Notes |
| ------------------------------------ | -------------------------------------------------------- | -------------------- | --------------------------- | -------------------------------- | --- |
| Little White Lie                     | - Date de sortie: 30 juin 2009 - Format: numérique       | —                    | —                           | —                                | |
| A Very Potter Musical                | - Date de sortie : 9 septembre 2009 - Format : numérique | N/A                  | N/A                         | N/A                              | Disponible gratuitement sur Bandcamp, cependant, pas éligible pour le classement Billboard/iTunes chart .                  |
| Me and My Dick (A New Musical),      | - Date de sortie: 6 janvier 2010 - Format : numérique    | —                    | 11                          | —                                | L'album de comédie musicale est le premier à être produit par des étudiants d'université et à intégrer le Billboard chart. |
| A Very StarKid Album                 | - Date de sortie: 22 juillet 2010 - Format : numérique   | —                    | —                           | 19                               | |
| A Very Potter Sequel                 | - Date de sortie: 31 juillet 2010 - Format : numérique   | N/A                  | N/A                         | N/A                              | Disponible gratuitement sur Bandcamp, cependant, pas éligible pour le classement Billboard/iTunes chart .                  |
| Starship                             | - Date de sortie : 30 avril 2011 - Format : numérique    | 134                  | 1                           | —                                | |
| The SPACE Tour                       | - Date de sortie : 13 mars 2012 - Format : numérique     | —                    | 2                           | —                                | |
| That's What I Call StarKid! Volume 2 | - Date de sortie: 13 avril 2012 - Format : numérique     | —                    | —                           | —                                | |
| Holy Musical B@man!                  | - Date de sortie : 13 avril 2012 - Format : numérique    | N/A                  | N/A                         | N/A                              | |
| Apocalyptour Live Album              | - Date de sortie: 2 octobre 2012 - Format : numérique    | __                   | __                          | __                               | |
| A Very Potter Senior Year            | - Date de sortie: NC - Format : numérique                | __                   | __                          | __                               | |
| That's What I Call StarKid!, Vol.2   | - Date de sortie: 13 avril 2012 - Format : numérique     | __                   | __                          | __                               | |
| Twisted Original Cast Recording      | - Date de sortie: 28 novembre 2013 - Format : numérique  | __                   | __                          | __                               | |
| Twisted: Twisted                     | - Date de sortie: 4 décembre 2013 - Format : numérique   | __                   | __                          | __                               | Un album de remix avec les musiques de Twisted retravaillées, ainsi que des démos originales                               |
| Ani: A Parody                        | - Date de sortie: 31 octobre 2014 - Format : numérique   | __                   | __                          | __                               | |
| The Trail to Oregon!                 | - Date de sortie: 13 février 2015 - Format : numérique   | __                   | __                          | __                               | |
| The Guy Who Didn't Like Musicals     | Date de sortie: 24 Décembre 2018 Format: numérique       | __                   | __                          | __                               | |
| Black Friday                         | Date de sortie: 28 février 2020 Format: numérique        | __                   | __                          | __                               | |